# Боборыкинская культура
Боборыкинская культура — археологическая культура уральcкого и сибирского неолита. Датирована IV тыс. до н.э. Выделена в 1950-е гг. К. В. Сальниковым.

## Название
Культура названа в честь поселения Боборыкино в Шадринском районе Курганской области, где впервые были обнаружены ее следы.

## Локализация
Охватывала территории Курганской, Тюменской и Свердловской областей. Также следы культуры обнаружены в Северном Казахстане (Павлодарская область) и Барабинской лесостепи (Омская и Новосибирская области).

## Материальная культура
Поселения располагались по берегам рек (Тобол, Исеть и др.) и состояли из больших землянок (до 56 кв.м: 7х8 м.) с погребами, очагами и колодцами. Столбики рядом с очагами интерпретируются археологами как столы. Единичны находки крупных овальных каркасных построек площадью до 180 кв.м. Площадь самих поселений составляла до 600 кв.м.
Каменная индустрия представлена топорами, скреблами, теслами, ножами и наконечниками стрел. Материалом изделий служил кремень, кварцит, сланец и яшма. 
Керамика состоит из плоскодонных сосудов малого (диаметр 8 см., высота 16-20 см.) и большого (диаметр 36 см, высота 40 см) размера. Для нанесения орнамента (зигзаг, волны, ромбы) использовался резец, но не штамп.  

## Экономика
Основу хозяйства составляла охота. Следы рыболовства отсутствуют. 

## Генезис
Пришла на смену более ранней Кошкинской культуре. Сформировалась на основе миграции племен Кельтеминарской культуры. Существуют попытки сблизить Боборыкинскую культуры с Халафской культурой Ближнего Востока